# Extinciones masivas del Ordovícico-Silúrico

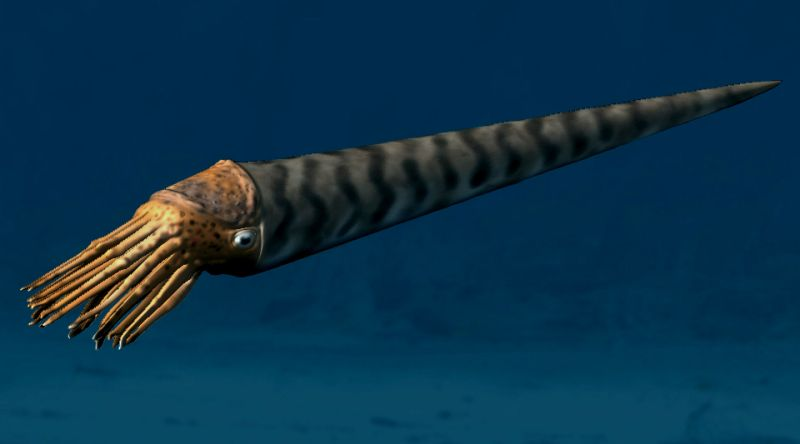
El Orthoceras con unos seis metros de largo sería el mayor depredador del Ordovícico, pero desapareció en esta extinción.

Si se consideran juntas, las dos extinciones masivas del Ordovícico-Silúrico fueron la segunda mayor extinción masiva de las cinco grandes que ha padecido la vida en la Tierra, solo superada por la del Pérmico y la única donde no se ha encontrado presencia llamativa de impactos extraterrestres ni vulcanismo.
Ocurrieron hace aproximadamente 450 y 440 millones de años, y marcaron la diferencia entre los períodos Ordovícico y Silúrico. En esa época, todos los organismos complejos vivían en el mar y se extinguieron cerca de 100 familias biológicas, lo cual representaba el 85% de las especies de fauna. Los braquiópodos y los briozoos fueron de los más afectados, junto con familias de trilobites, conodontos y graptolitos.
Existen dos teorías para explicarla. La más antigua postula una glaciación en el planeta; la más reciente apunta a la explosión de una supernova que irradió la Tierra con efectos devastadores para todos los seres vivos.

## Causas
Esta extinción no muestra como causa principal el vulcanismo ni tampoco impactos reseñables de cuerpos extraterrestres, como sucede con las demás. Tradicionalmente la causa última se consideraba la deriva continental, pero a principios del siglo XXI surgió una segunda de origen cósmico.

### La deriva del supercontinente Gondwana

Supercontinente Gondwana. Su deriva hacia el polo Sur pudo alterar el clima terrestre.

La teoría defendida por autores como Ernesto Sartorius (2011, p. 295) postula que la primera extinción masiva fue causada al inicio de una larga edad de hielo que afectó la mayoría de las zonas costeras donde vivían la mayoría de los organismos extintos. El supercontinente Gondwana se desplazó hacia el polo sur y sobre él se formaron enormes glaciares que hicieron bajar el nivel del mar en todo el mundo al congelarse el agua sobre tierra firme, si la congelación se produce sobre los océanos su nivel no varía. Esto causó cambios profundos en las corrientes marinas que afectaron la composición de nutrientes y la oxigenación de los mares. Las especies que sobrevivieron se adaptaron a las nuevas condiciones y a los nichos que dejaron las extintas. La segunda extinción masiva ocurrió al final de esta edad de hielo. El supercontinente se desplazó nuevamente hacia el ecuador, fundiendo los glaciales, alterando otra vez las corrientes marinas y volviendo a variar del nivel de los mares.
Por lo tanto, esta teoría se encuadra en las de tipo gradualista, es decir, la extinción se prolongó a lo largo de miles o incluso medio millón de años.

### La explosión de una supernova

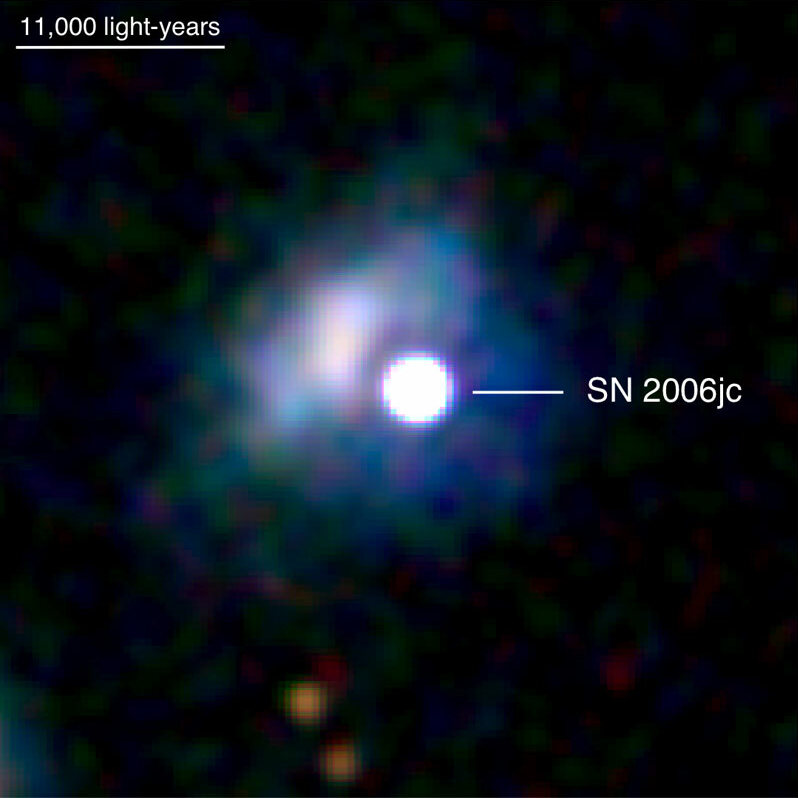
Supernova SN 2006jc. La explosión de una supernova similar pudo suceder cerca de la Tierra hace unos 445 millones de años.

La segunda teoría se debe a Mellot et al. (2004) y postula que la explosión de una supernova cercana y su correspondiente pulso de rayos gamma barrió la Tierra durante unos diez segundos, acabando con toda o la mayor parte de la capa de ozono, matando o contribuyendo a matar a los seres vivos que habitaban aguas poco profundas; además, la superficie terrestre sería barrida por los rayos UVA del Sol, no detenidos por la muy deteriorada atmósfera. Pero la radiación gamma produjo un segundo efecto tan perjudicial o más para la vida, pues debió liberar gran cantidad de gases derivados del nitrógeno, capaces de bloquear la energía de nuestra estrella. Así se produjo un enfriamiento global considerablemente rápido que terminaría con la fauna y la flora que hubiera podido sobrevivir al rayo gamma y la radiación ultravioleta. Autores como Brian Thomas buscan el isótopo del hierro-60 que se forma sobre todo cuando se producen radiaciones ionizantes muy energéticas.
Esta hipótesis aventura una extinción muy rápida comprendida entre uno y mil años, incluso en un periodo de inferior al año, encuadrándose esta vía en las teorías catastrofistas.

## Consecuencias

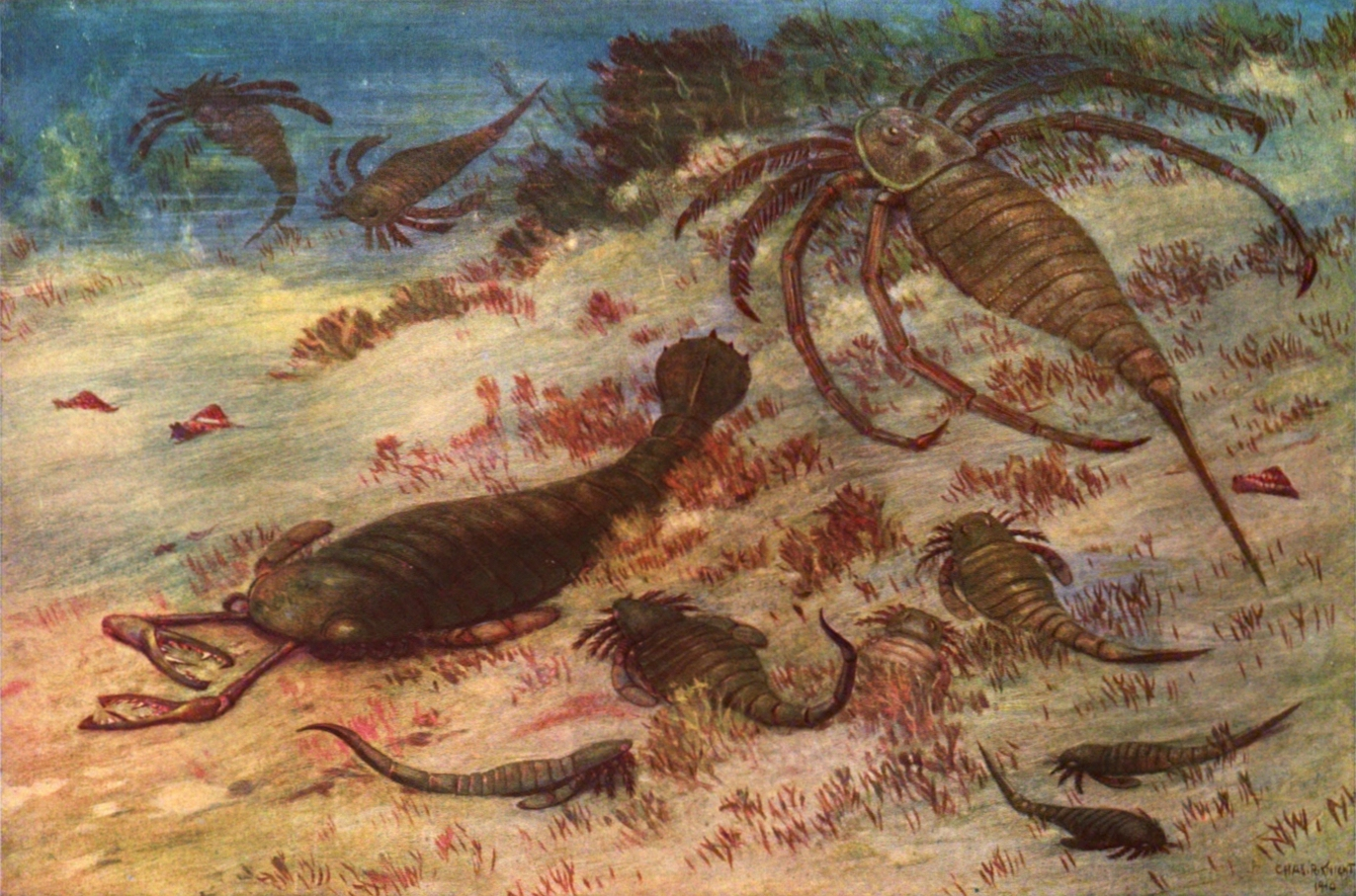
Cuando animales como los Eurypterida desaparecieron, los primeros vertebrados ocuparon su lugar.

La muerte de grandes depredadores como los Orthoceras o los Eurypterida, con un peso comprendido entre los 90 y los 100 kg, supuso una oportunidad para los primeros animales dotados de una primitiva espina dorsal y un esqueleto interior, como el Astraspis. Gracias a la desaparición de los grandes invertebrados, los primeros peces encontraron gran cantidad de nichos biológicos vacíos que ocuparon hasta llegar a ser las formas de vida más avanzadas en el siguiente periodo, el Devónico, y creando distintas ramas evolutivas como la de los anfibios, después los reptiles e incluso los mamíferos en último término.